# Gare de Polliat
Gare de Polliat – przystanek kolejowy w Polliat, w departamencie Ain, w regionie Owernia-Rodan-Alpy, we Francji.
Jest przystankiem kolejowym Société nationale des chemins de fer français (SNCF), obsługiwanym przez pociągi TER Rhône-Alpes.